# Georges Besse
Georges Besse (* 25. Dezember 1927 in Clermont-Ferrand; † 17. November 1986 in Paris) war ein französischer Manager, der durch Terroristen ermordet wurde.
Besse war vom 1974 bis 1976 erster Vorstandsvorsitzender der Urananreicherungsanlage Eurodif.  1982 wurde er Vorstandsvorsitzender  des verstaatlichten Chemie- und Aluminiumkonzerns Péchiney. Durch Sanierungsmaßnahmen gelang es ihm das Unternehmen wieder zu einem der wenigen Gewinn erzielenden Staatskonzerne zu machen. Daraufhin wurde er von 1985 bis 1986 Direktor der Renault-Werke in Frankreich. Besse wurde am 17. November 1986 durch ein Attentat der französischen linksextremistischen Terrororganisation Action Directe (Kommando Pierre Overney) ermordet, die ihn als Hauptverantwortlichen für Massenkündigungen bei Renault sahen.  Nathalie Ménigon und Joëlle Aubron wurden 1989 wegen Mordes zu lebenslanger Haft verurteilt.

## Ehrungen
Das Renault-Werk Douai wurde ihm gewidmet.
Nach Besse sind zwei Urananreicherungsanlagen der Eurodif benannt: 
- Usine Georges-Besse
- Usine Georges-Besse II (2009 in Betrieb genommen)